# Război psihologic
Războiul psihologic reprezintă, în sensul cel mai larg, aplicarea unor părți din știința denumită psihologie, în ducerea unui război. Războiul psihologic include utilizarea propagandei împotriva inamicului, alături măsuri militare operative care completează propaganda.
La baza războiului psihologic stă un principiu enunțat încă din sec. 5 î.e.n. de Sun Tzu în cartea sa Arta războiului, în care sublinia că „nu este nevoie să distrugi fizic inamicul, ci este suficient să îi distrugi voința de a lupta”.
Războiul psihologic reprezintă metodele folosite și acțiunile întreprinse spre influențarea comportamentului și atitudinii combative a forțelor armate adverse și opiniei publice străine.
Scopul este de a induce confuzii sau pentru a consolida atitudini și comportamente favorabile.
Sunt direcționate spre emoții, motive, credință, curaj etc.. El induce o stare de tensiune, de hărțuială nervoasă, psihică, inițiată și întreținută cu scopul de a zdruncina moralul forțelor adverse și de a demoraliza populația. Primele ținte pe care le are în strategie războiul psihologic sunt voința, acțiunea și discernământul. Fiecare din acestea pot fi anihilate prin prepararea unor inducții deturnate, capabile, în primul rând, să creeze obsesii colective care, de regulă, se amplifică prin participarea maselor cu adausuri și detalii proprii.
Pentru ca mesajele transmise inamicului să își atingă scopul, ele trebuie să fie elaborate având în vedere:
- cunoașterea detaliată a obiectivelor de influențat (necesități, obiceiuri, prejudecăți, reacții și mecanisme sociale și de grup);
- stabilirea elementelor vulnerabile;
- accesibilitatea, atractivitatea și claritatea mesajului;
- un coeficient suficient de credibilitate.

Câteodată, războiul psihologic este combinat cu operațiunile negre sau cu tactica "drapelului fals". Țintele pot fi guvernele, organizații, grupuri sau indivizi.
O serie de mari specialiști occidentali din domeniul informațiilor au ajuns la concluzia că „războiul psihologic este forma inteligentă, superioară și ultimă de război, la fel de periculoasă ca și războiul nuclear sau clasic. Dincolo de un război psihologic generalizat nu mai e nimic omenesc, nu mai există viață omenească normală”.
Cetățenii civili din teritorii străine pot fi, de asemena, vizați de mass-media si tehnologii create pentru acest scop specific, astfel încât să provoace un efect, fie pozitiv sau negativ, în guvernul țării lor.
În Propaganda: Formarea atitudinilor bărbaților, Jacques Ellul discută despre războiul psihologic ca pe o practică comună de politică de pace între națiuni, ca formă de agresiune indirectă. Acest tip de propagandă drenează opinia publică a unui regim opus prin eliminarea puterii sale asupra opiniei publice. Această formă de agresiune este greu de apărat, deoarece nicio instanță de justiție internațională nu este capabilă să protejeze împotriva agresiunii psihologice, deoarece nu poate fi judecată legal. ”Aici propagandistii s-au săturat de a se ocupe de un adversar străin a cărui morală încearcă să o distrugă prin mijloace psihologice, astfel încât adversarul începe să se îndoiască de validitatea credințelor și acțiunilor lor.” 
Există dovezi ale războiului psihologic de-a lungul istoriei scrise. În timpurile moderne, eforturile de război psihologic au fost utilizate pe scară largă. Comunicarea în masă permite comunicarea directă cu o populație inamică și, prin urmare, a fost utilizată în multe eforturi. În ultima perioadă, internetul permite campanii de dezinformare și dezinformare efectuate de agenți oriunde în lume.

## In istorie

### Timpurie

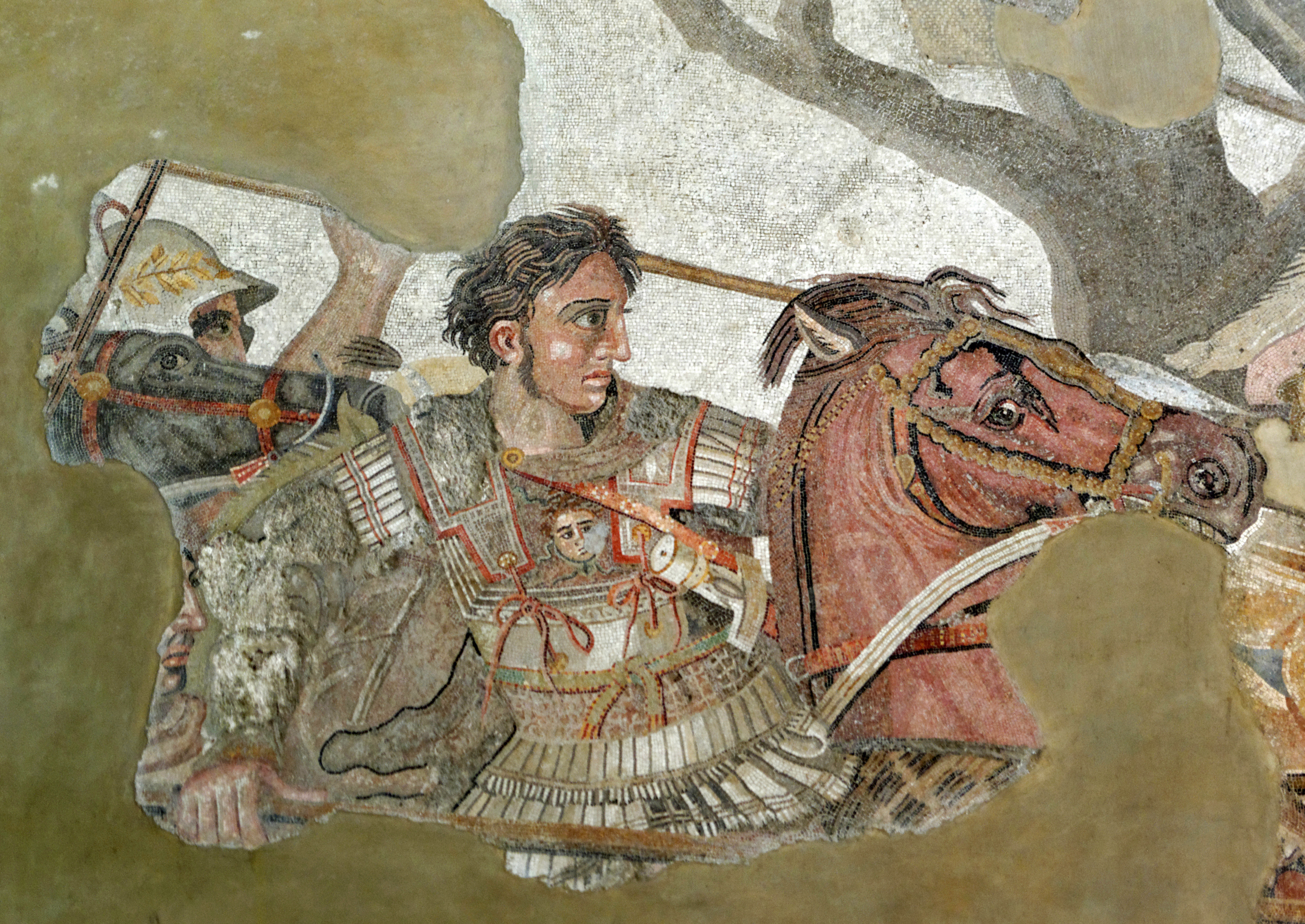

Încă din timpurile preistorice, șefii și șefii războiului au recunoscut importanța slăbirii moralului oponenților. În bătălia de la Pelusium (525 î.Hr.) dintre Imperiul persan și Egiptul antic, forțele persane au folosit pisicile și alte animale ca tactică psihologică împotriva egiptenilor, care au evitat rănirea pisicilor din cauza credințelor religioase și a vrăjilor.
Având favoruri cu diferiți susținatori a fost cealaltă parte a războiului psihologic, iar un prim practicant al acestuia a fost Alexandru cel Mare, care a cucerit cu succes părți mari din Europa și Orientul Mijlociu și și-a păstrat câștigurile teritoriale prin cooptarea elitelor locale în administrația și cultura greacă. Alexandru și-a lăsat câțiva oameni în urmă în fiecare oraș cucerit pentru a introduce cultura greacă și a oprima punctele de vedere disidente. Soldații săi erau plătiți cu zestre pentru a se căsători cu localnicii într-un efort de a încuraja asimilarea.
Genghis Khan, liderul Imperiului Mongol în secolul al XIII-lea d.Hr., a folosit tehnici mai puțin subtile. Înfrângerea voinței inamicului înainte de a fi nevoit să atace și să ajungă la o înțelegere consimțită era de preferat în fața mâniei sale. Generalii mongoli au cerut supunerea față de Khan și au amenințat satele capturate inițial cu distrugere completă dacă refuzau să se predea. Dacă trebuiau să lupte pentru a lua așezarea, generalii mongoli î-și îndeplineau amenințările și masacrau supraviețuitorii. Poveștile hoardei invadatoare s-au răspândit din sat în sat și au creat o aură de nesiguranță care a subminat posibilitatea unei viitoare rezistențe.
Khan a folosit, de asemenea, tactici care au făcut ca numerele armatei sale să pară mai mari decât erau în realitate. În timpul operațiunilor nocturne, el a ordonat fiecărui soldat să aprindă trei făclii la amurg, pentru a da iluzia unei armate copleșitoare și a înșela și intimida cercetașii inamici. De asemenea, avea uneori obiecte legate de cozile cailor săi, astfel că călărind pe câmpuri deschise și uscate ridica un nor de praf care îi dădea inamicului impresia unui număr mare. Soldații săi foloseau săgeți special crestate pentru a fluiera în timp ce zburau prin aer, creând un zgomot terifiant. 
O altă tactică favorizată de mongoli a fost catapultarea capetelor umane tăiate, peste zidurile orașului pentru a-i speria pe locuitori și a răspândi boli în limitele închise ale orașului asediat. Acest lucru a fost folosit în special de către mai târziu căpetenia turco-mongolă.
Califul musulman Omar, în luptele sale împotriva Imperiului Bizantin, a trimis mici întăriri sub forma unui flux continuu, dând impresia că o forță mare se va acumula în cele din urmă dacă nu ar fi tratată rapid.
În timpul dinastiei Qin timpurii și a dinastiei Zhou orientale târzii din secolul I d.Hr. China, Strategia Fortului gol a fost folosită pentru a păcăli inamicul să creadă că o locație goală este o ambuscadă, pentru a-i împiedica să o atace folosind psihologia inversă. Această tactică s-a bazat și pe noroc, inamicul credzând că locația reprezintă o amenințare pentru ei.
În secolul al VI-lea î.Hr. grecul Bias din Priene a rezistat cu succes regelui lidian Alyattes îngrășând o pereche de catâri și alungându-i din orașul asediat. Când trimisul lui Alyattes a fost trimis apoi la Priene, Bias avea grămezi de nisip acoperite cu porumb pentru a da impresia de resurse abundente.
Această înșelaciune pare să fi fost bine cunoscută în Europa medievală: apărătorii din castele sau orașele asediate aruncau mâncare de pe ziduri pentru a arăta asediatorilor că proviziile erau abundente. Un exemplu celebru apare în legenda Lady Carcas din secolul al VIII-lea, care se presupune că i-a convins pe franci să abandoneze un asediu de cinci ani prin acest mijloc și, ca urmare, i-a dat numele de Carcassonne.
În timpul atacului asupra Marstrand, Peter Tordenskjold a comis o decepție militară împotriva suedezilor. Deși probabil apocrif, se pare că a reușit să-și facă mica forță militară să pară mai mare și să hrănească dezinformarea oponenților săi, similar cu operațiunea ”Fortitude” și Titanicul în al doilea război mondial.